# Marc Eugènic
Marc Eugènic (Marcus Eugenicus) o Marc d'Efes (grec medieval Μάρκος ό Εφέσιος) va ser un escriptor eclesiàstic, germà de Joan Eugènic. Era grec i durant la seva joventut va ser mestre i retòric però aviat va ascendir dins de l'església i l'any 1436 va substituir a Josep com a arquebisbe d'Efes.
El 1438 va acompanyar a l'emperador Joan VIII Paleòleg al concili de Florència, i hi va prendre part activa, representant la seva diòcesi i als patriarques de Jerusalem i Antioquia, i va defensar els interessos de les esglésies orientals contra el desig de l'emperador que volia reunificar les dues esglésies per rebre suport contra els otomans.
Inicialment el cardenal Julià el va derrotar en eloqüència, però després, aliat a Bessarió, va posar en joc tota la seva eloqüència i es va fer seu el concili. Finalment els decrets d'aquest no van resultar satisfactoris per l'Església Oriental, ja que responien als desitjos de l'emperador d'unir les dues esglésies, i es va negar a signar-los.
En retornar a Constantinoble va ser rebut amb entusiasme pel poble. Va morir el 1447 i la unió mai efectiva de les dues esglésies es va trencar. Va deixar encarregat a Gregori Mammes, d'oposar-se a la unió amb els llatins. Va ser també un destacat autor d'himnes.

## Obres
Obres seves eren: 
- Carta a l'emperador Paleòleg.
- Una circular dirigida a la cristiandat.
- Un tractat sobre temes litúrgics.
- Una professió de fe.
- Una segona carta a l'emperador Paleòleg.